# Gaétan D'Amours
Gaétan D'Amours (1933 à Mont-Joli - 25 avril 2007) est un culturiste canadien qui a reçu le titre de M. Québec en 1960, M. Canada en 1961, M. Amérique aussi en 1961, et une 5e place comme M. Univers en 1967.
En 1997, il reçut la médaille d'or présentée par Ben Weider, président de la Fédération internationale de bodybuilding et fitness (IFBB) pour ses grandes contributions au mouvement culturiste et à la bonne forme physique de la jeunesse québécoise.
Il avait un studio d'entrainement pendant cinquante ans.
Il est décédé le 25 avril 2007 à l'âge de 74 ans,.